# Аристенет
Аристенет (греч. Ἀρισταίνητος) — греческий писатель и эпистолограф, живший в V в. н. э.
Ранее отождествлялся с Аристенетом из Никеи (другом Симмаха), который погиб при землетрясении в Никомидии, в 358 г., но ряд данных свидетельствует о его принадлежности более позднему периоду. Известен как автор двух книг любовных рассказов, написанных в форме писем. О биографии автора ничего не известно, возможно, что имя Аристенет принадлежит не автору книг, а одному из героев, корреспонденту первого письма в сборнике. Сюжеты произведений заимствованы из эротических элегий Каллимаха, а в языке часто используются прямые цитаты из произведений Платона, Лукиана, Алкифрона и др. Рассказы Аристенета в литературном отношении слабые и безвкусные, полны странных и неправдоподобных происшествий.

## Публикации
- Византийская любовная проза. Литературные памятники. Перевод с греческого, статья и примечания С. В. Поляковой. М.-Л. Наука 1965 г. (2-е изд. — 1995 г.)